# Irmgard Seefried
Irmgard Seefried (ur. 9 października 1919 w Köngetried, zm. 24 listopada 1988 w Wiedniu) – niemiecka śpiewaczka, sopran.

## Życiorys
Ukończyła konserwatorium w Augsburgu (1939), gdzie jej nauczycielem był Albert Mayer. W latach 1941–1943 śpiewała w kierowanym przez Herberta von Karajana Stadttheater w Akwizgranie, gdzie zadebiutowała jako śpiewaczka rolą Kapłanki w Aidzie Giuseppe Verdiego. Od 1943 do 1976 roku związana była z Operą Wiedeńską, gdzie debiutowała rolą Ewy w Śpiewakach norymberskich Richarda Wagnera pod batutą Karla Böhma. W 1944 roku Richard Strauss powierzył jej partię Kompozytora w przedstawieniu Ariadny na Naksos, zrealizowanym z okazji 80. rocznicy jego urodzin. W latach 1946–1965 występowała na festiwalu w Salzburgu. W 1949 roku debiutowała w mediolańskiej La Scali w roli Zuzanny w Weselu Figara, a w 1953 roku tą samą rolą w nowojorskiej Metropolitan Opera. Wykonywała także repertuar pieśniarski. Była pierwszą wykonawczynią Ariosi na sopran, skrzypce i orkiestrę Hansa Wernera Henzego (1963).  Dokonała licznych nagrań płytowych dla wytwórni Deutsche Grammophon, HMV, Decca Records, EMI i Orfeo.
Od 1948 roku była zamężna ze skrzypkiem Wolfgangiem Schneiderhanem.